# 維克尼內 (哈爾科夫州)
50°10′35″N 35°54′19″E / 50.17639°N 35.90528°E
維克尼內（烏克蘭語：Вікнине）是位於烏克蘭東部的村莊，由哈爾科夫州博霍杜希夫區的佐洛奇夫市鎮負責管轄。該村始建於1925年，面積0.14平方公里，海拔高度137米，2001年人口14。